# 頓宮氏
頓宮氏（とんぐうし）は、日本の氏族。

## 各地域ごとの勢力
近江の頓宮氏 
近江国甲賀郡岩室荘頓宮邑より起こる。頓宮孝政が青土城を築き，その子の代に土山･黒川･大野の3氏に分かれる。《頓宮文書》には，建武3年(1336)1月2日の近江国頓宮知綱着到状，応永21年(1414)11月3日の大野光保譲状(甲賀郡大野郷の譲与)が含まれている。
備前の頓宮氏
当国の豪族にして、嘉元の頃、藤野保の地頭に頓宮肥後六郎義綱あり、同二年、八塔等と彊を争ひ、鎌倉幕府の裁決を仰ぎし事あり。
その後、太平記に「備前には頓宮云々」と載せ、又巻十六、宮方に頓宮六郎、山門臨幸条に頓宮六郎忠氏・見え、後に頓宮四郎左衛門尉あり、巻三十六に「備前の福岡庄は頓宮四郎左衛門尉が所領也。（略）」と見ゆ。
備中の頓宮氏
前項と同族か。太平記巻八に「伊東、松田、頓宮、富田判官が一党」と。また「備中国の住人・頓宮又次郎入道、子息孫三郎、（略）見る人、聞く人、後までも惜まぬ者は無かりけり」と見ゆ。
また「頓宮の一党五百余人」など載せ、備中府志に「頓宮又次郎入道は浅口郡六条院の人」と云ひ、備中志に「堀内城は八田部郷に在り、頓宮氏の拠る所」と見ゆ。
若狭の頓宮氏
太平記巻三十六、頓宮心替篠に「若狭國は、相模守・近年官僚の國にて、頓宮四郎左衛門・兼ねて在国したりければ、小濱に究竟の城を構へて兵粮数萬石積み置きたり」云々と。